# Paruromys dominator
Paruromys dominator és una espècie de mamífer rosegador de la família dels múrids. És endèmica de l'illa de Sulawesi (Indonèsia), on viu entre el nivell del mar i el límit arbori. El seu hàbitat natural són les selves tropicals de plana o montanes. És una espècie en risc mínim, és a dir, no sembla que hi hagi cap amenaça significativa per a la seva supervivència. El seu nom específic, dominator, significa ‘dominador’ en llatí.